# Smittia foliacea
Smittia foliacea är en tvåvingeart som först beskrevs av Jean-Jacques Kieffer 1921.  Smittia foliacea ingår i släktet Smittia och familjen fjädermyggor. Inga underarter finns listade i Catalogue of Life.